# مونتودینه
مونتودینه (به ایتالیایی: Montodine) یک کومونه در ایتالیا است که در استان کریمونا واقع شده‌است. مونتودینه ۱۱٫۸ کیلومتر مربع مساحت و ۲٬۲۷۹ نفر جمعیت دارد.